# Neufeld Ágnes
Neufeld Ágnes (Arad, 1917. október 15. – Kolozsvár, 1997. május 26.) erdélyi magyar pedagógus, tankönyvíró.

## Életútja
Középiskolát szülővárosában az Eleza Ogibu Birta Leánylíceumban végzett (1934), az I. Ferdinand Egyetemen angol-francia szakos tanári oklevelet szerzett (1942). Tanított az aradi Zsidó Líceumban, Bukarestben a Domniţa Ileana Líceumban, Kolozsvárt az 1-es számú Általános Iskolában és a Technikai Líceumban, majd 1950-től a 3-as számú Magyar Leánylíceumban nyugalomba vonulásáig (1973). Két évtizeden át számos, a román tannyelvű iskolák részére készült angol tankönyvet dolgozott át, lektorált vagy szerkesztett a magyar tannyelvű általános és középiskolai oktatás számára munkatársaival, Braver Samuval, Kristóf Saroltával és Semlyén Évával.